# Torbole Europe Meeting
Il Torbole Europa Meeting è una regata organizzata dal Circolo Vela Torbole disputata annualmente nella settimana precedente la Pasqua. La prima edizione è datata 1998 e la classe velica di riferimento sono gli Europa, deriva olimpica fino al 2004.
La quindicesima edizione, quella del 2013, è stata la manifestazione d'apertura della Settimana Internazionale della Vela Giovanile Mondiale.